# محله‌های مشهد
کلان‌شهر مشهد به خاطر نزدیکی آبادی‌های سناباد و نوغان به محل دفن علی بن موسی الرضا و همچنین جاذبهٔ خود مدفن، بیشتر محله‌های قدیمی مشهد در اطراف حرم علی بن موسی الرضا شکل گرفته است و کم‌کم بر وسعت آنها افزوده گشته و در خود مجموعهٔ شهر ادغام گشته‌اند. به عنوان نمونه، هم‌اکنون نوغان، از محله‌های اطراف حرم است و سناباد نیز وضعیت مشابهی دارد و اکنون به عنوان یکی از محله‌ها و خیابان‌های شهر مشهد شناخته می‌شود. از محله‌های بزرگ و پرجمعیت مشهد می‌توان به محلات احمدآباد، کوهسنگی، طبرسی، قاسم‌آباد، وکیل آباد، ملک‌آباد، رضاشهر، خواجه ربیع، التیمور، الهیه، مصلی، قلعه ساختمان، طلاب، نوغان، سناباد، سعدی و فرامرز عباسی نام برد.

## منایع
1. ↑  «مناطق ۱۳گانه شهر مشهد به تفکیک محلات». مدیریت آمار، تحلیل و ارزیابی عملکرد شهرداری مشهد. بایگانی‌شده از اصلی در ۲ ژوئن ۲۰۱۷. دریافت‌شده در ۲۳ خرداد ۱۳۹۴.

- «نقشهٔ سیاحتی و زیارتی مشهد» تهران: مؤسسه گیتاشناسی، ۱۳۸۷.